# Маточный колпачок

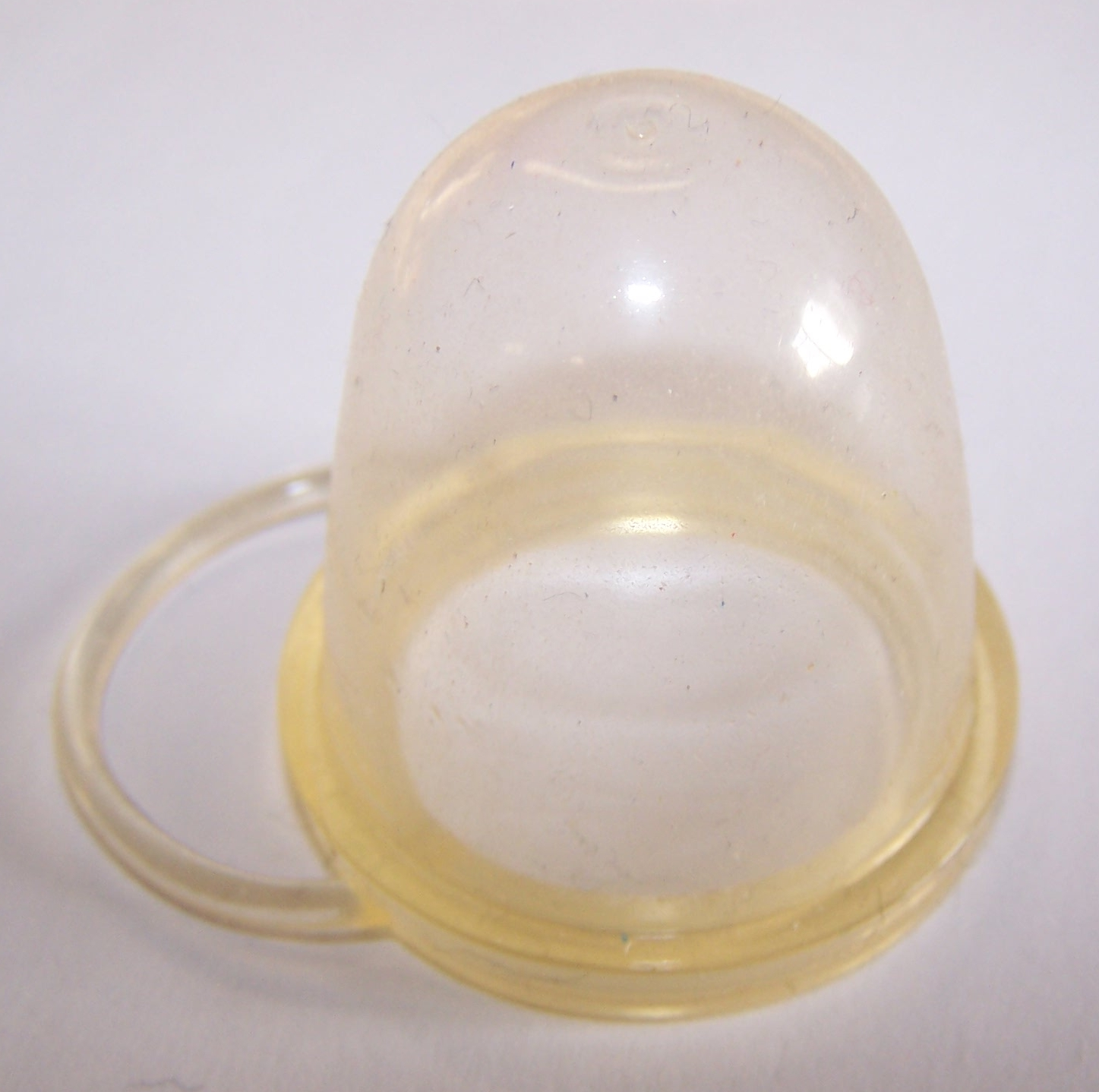
Маточный (шеечный) колпачок

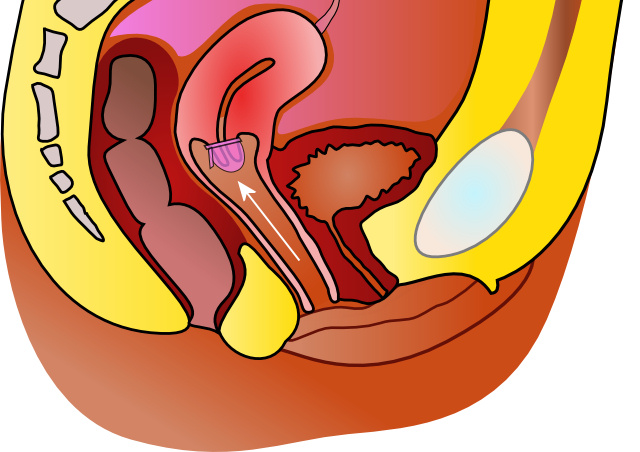
Установка колпачка

Ма́точный колпачо́к — один из барьерных методов женской контрацепции. Колпачок представляет собой латексное изделие в форме шапочки, вдвое меньше диафрагмы, устанавливаемое на шейку матки. Использование колпачков считается более надёжным методом, чем диафрагма, поскольку колпачок плотно прилегает к шейке и удерживается на ней благодаря присасыванию. Из-за этого маточный колпачок также называют шеечным. Метод контрацепции широко применялся в Европе в XX веке, однако в США его признали лишь в 1988 году.
Размеры колпачка могут быть различными и подбираются под анатомические особенности женщины. Использовать колпачок рекомендуется не более 48 часов. Наличие спермицидной смазки необязательно. Маточный колпачок считается более надёжным механическим средством предотвращения зачатия, нежели схожая с ней диафрагма, однако он также имеет побочные эффекты (аллергические реакции на латекс, бактерии, неприятный запах из-за скопления слизи) и сложности в эксплуатации.